# Multajo
Multajo är en ort i Mexiko.   Den ligger i kommunen Ixtapa och delstaten Chiapas, i den sydöstra delen av landet, 700 km öster om huvudstaden Mexico City. Multajo ligger 1 591 meter över havet och antalet invånare är 797.
Terrängen runt Multajo är huvudsakligen kuperad, men västerut är den bergig. Runt Multajo är det ganska tätbefolkat, med 60 invånare per kvadratkilometer. Närmaste större samhälle är Chiapa de Corzo, 14,9 km väster om Multajo. I omgivningarna runt Multajo växer huvudsakligen savannskog.